# Mordwinische Autonome Sozialistische Sowjetrepublik

Lage Mordwiniens innerhalb Russlands

Die Mordwinische Autonome Sozialistische Sowjetrepublik (kurz Mordwinische ASSR, Mordwinien; russisch Мордовская Автономная Советская Социалистическая Республика (АССР)/Mordowskaja ASSR, daher deutsch auch Mordowische ASSR, Mordowien) war eine Autonome Sowjetrepublik innerhalb der Russischen Sozialistischen Föderativen Sowjetrepublik (RSFSR) der Sowjetunion von 1934 bis 1991.
Titularnation waren die Mordwinen, ein finno-ugrisches Volk mit den zwei Hauptgruppen Ersja und Mokscha, die auch als separate Ethnien gelten, aber in der sowjetischen Periode offiziell immer als eine Ethnie gezählt wurde.

## Lage
Die 26.200 km² große Mordwinische ASSR lag etwa auf halbem Weg zwischen Moskau und der Wolga, südwestlich des „Wolgaknies“, an dem sich die Wolga nahe der Kamamündung aus ihrer östlichen Fließrichtung in die südliche wendet.
Der nordwestliche Teil der Republik wurde von der Oka-Don-Ebene eingenommen, während der Südosten im Bereich der Wolgaplatte lag (Höhe bis 330 m). Das Gebiet wurde von Mokscha und Sura sowie deren Nebenflüssen durchzogen.
Hauptstadt war Saransk.

## Bevölkerung
Die Einwohnerzahl Mordwiniens lag 1989 bei 964.132 (entsprechend 37 Einwohnern pro km²). Seit Entstehung der Republik ist die Einwohnerzahl zumeist gesunken, bis heute (2009) weiter auf 833.031.
Einwohnerentwicklung
| Jahr | Einwohner |
| ---- | --------- |
| 1926 | 1.259.000 |
| 1939 | 1.187.000 |
| 1959 | 1.001.994 |
| 1970 | 1.029.562 |
| 1979 | 990.617   |
| 1989 | 964.132   |

Anmerkung: Volkszählungsdaten (1926 und 1939 gerundet; 1926 für das Territorium der späteren Republik)
Die Mordwinen machten 1989 nur 32,5 % der Bevölkerung aus, fast zwei Drittel waren Russen.

## Geschichte
Die Mordwinische ASSR wurde am 20. Dezember 1934 gegründet. Zuvor hatte auf dem gleichen Gebiet bereits seit 16. Juli 1928 ein Mordwinischer Kreis (Okrug) existiert, der am 10. Januar 1930 in das Mordwinische Autonome Gebiet (Autonome Oblast) umgewandelt wurde und zur Region Mittlere Wolga (Srednewolschki krai) gehörte.
Beim Zerfall der Sowjetunion erklärte sich Mordwinien 1991 wie auch die anderen Autonomen Republiken zur Sozialistischen Sowjetrepublik (Mordwinische SSR). Seit 1993 ist sie als Republik Mordwinien Föderationssubjekt Russlands.